# العلاقات الدنماركية اللبنانية
العلاقات الدنماركية اللبنانية هي العلاقات الثنائية التي تجمع بين الدنمارك ولبنان.

## مقارنة بين البلدين
هذه مقارنة عامة ومرجعية للدولتين:
| وجه المقارنة                                              | الدنمارك                                                     | لبنان                                                                |
| --------------------------------------------------------- | ------------------------------------------------------------ | -------------------------------------------------------------------- |
| المساحة (كم2)                                             | 42.92 ألف                                                    | 10.45 ألف                                                            |
| عدد السكان (نسمة)                                         | 5.79 مليون                                                   | 6.10 مليون                                                           |
| الكثافة السكانية (ن./كم²)                                 | 134.9                                                        | 583.73                                                               |
| العاصمة                                                   | كوبنهاغن                                                     | بيروت                                                                |
| اللغة الرسمية                                             | اللغة الدنماركية                                             | اللغة العربية، لغة فرنسية                                            |
| العملة                                                    | كرونة دنماركية                                               | ليرة لبنانية                                                         |
| الناتج المحلي الإجمالي (بليون دولار)                      | 324.87 مليار                                                 | 51.84 مليار                                                          |
| الناتج المحلي الإجمالي (تعادل القوة الشرائية) بليون دولار | 278.61 مليار                                                 | 81.54 مليار                                                          |
| الناتج المحلي الإجمالي الاسمي للفرد دولار أمريكي          | 51.99 ألف                                                    | 8.05 ألف                                                             |
| الناتج المحلي الإجمالي للفرد دولار أمريكي                 | 45.54 ألف                                                    | 17.46 ألف                                                            |
| مؤشر التنمية البشرية                                      | 0.900                                                        | 0.769                                                                |
| رمز المكالمات الدولي                                      | +45                                                          | +961                                                                 |
| رمز الإنترنت                                              | .dk                                                          | .lb                                                                  |
| المنطقة الزمنية                                           | توقيت وسط أوروبا، ت ع م+02:00، ت ع م+01:00، أوروبا/كوبنهاجن ‏ | ت ع م+02:00، ت ع م+03:00، توقيت شرق أوروبا، توقيت شرق أوروبا الصيفي ‏ |

## منظمات دولية مشتركة
يشترك البلدان في عضوية مجموعة من المنظمات الدولية، منها:
| علم المنظمة | اسم المنظمة                               | تاريخ انضمام الدنمارك | تاريخ انضمام لبنان |
| ----------- | ----------------------------------------- | --------------------- | ------------------ |
|             | مؤسسة التنمية الدولية                     | 30 نوفمبر 1960        | 10 أبريل 1962      |
|             | يونسكو                                    | 4 نوفمبر 1946         | 4 نوفمبر 1946      |
|             | وكالة ضمان الاستثمار متعدد الأطراف        | 12 أبريل 1988         | 19 أكتوبر 1994     |
|             | الأمم المتحدة                             | 24 أكتوبر 1945        | 24 أكتوبر 1945     |
|             | الاتحاد البريدي العالمي                   | ?                     | ?                  |
|             | البنك الدولي للإنشاء والتعمير             | 30 نوفمبر 1960        | 14 أبريل 1947      |
|             | الاتحاد الدولي للاتصالات                  | 1866                  | 12 يناير 1924      |
|             | منظمة حظر الأسلحة الكيميائية              | ?                     | ?                  |
|             | مؤسسة التمويل الدولية                     | 20 يوليو 1956         | 28 ديسمبر 1956     |
|             | المركز الدولي لتسوية المنازعات الاستشارية | 24 مايو 1968          | 25 أبريل 2003      |
|             | منظمة الشرطة الجنائية الدولية             | ?                     | ?                  |

## أعلام
هذه قائمة لبعض الشخصيات التي تربطها علاقات بالبلدين:
- أسماء عبد الحميد (سياسية دنماركية، 22 نوفمبر 1981 – )
- اللبنانيون في الدنمارك
- باسل جرادي (لاعب كرة قدم دنماركي، 6 يوليو 1993[19] – )
- قائمة اللبنانيين في دنمارك (قائمة ويكيميديا)
- محمود الحاج (لاعب كرة قدم دنماركي، 13 فبراير 1987[20] – )

## وصلات خارجية
- موقع وزارة الخارجية الدنماركية